# رئيس المالديف
رئيس جزر المالديف هو رئيس دولة وحكومة جمهورية المالديف، والقائد العام لقوات الدفاع الوطني في جزر المالديف.
الرئيس الحالي هو محمد معز الذي فاز بأكثر من خمسين بالمئة (54.06%) في الانتخابات الأخيرة في المالديف ليكون خلفا للرئيس السابق إبراهيم محمد صلح الذي انتخب في عام 2018 بنسبة (58.3%)، متغلباً على الرئيس السابق عبد الله يمين.

## مؤشرات
الأحزاب السياسية
- حزب الشعب التقدمي
- حزب الشعب الديفهي

- الحزب الديمقراطي المالديفي
- حزب الوحدة الوطنية
- حزب المالديف التقدمي

الفئات الأخرى
- Huraa dynasty

- مستقل (سياسة)

## شاغلو المنصب
| No.                                 | الرئيس                             | الرئيس                                             | الرئيس                             | فترة شغل المنصب                                                          | فترة شغل المنصب                                                          | فترة شغل المنصب                    | الحزب                              | نائب الرئيس                        | نائب الرئيس                        | الترتيب                            |
| No.                                 | الاسم (تاريخ الميلاد)              | الاسم (تاريخ الميلاد)                              | الصورة                             | فترة شغل المنصب                                                          | فترة شغل المنصب                                                          | فترة شغل المنصب                    | الحزب                              | نائب الرئيس                        | نائب الرئيس                        | الترتيب                            |
| No.                                 | الاسم (تاريخ الميلاد)              | الاسم (تاريخ الميلاد)                              | الصورة                             | تولى المنصب                                                              | غادر المنصب                                                              | المدة                              | الحزب                              | نائب الرئيس                        | نائب الرئيس                        | الترتيب                            |
| رؤساء الجمهورية الأولى (1953–1954)  | رؤساء الجمهورية الأولى (1953–1954) | رؤساء الجمهورية الأولى (1953–1954)                 | رؤساء الجمهورية الأولى (1953–1954) | رؤساء الجمهورية الأولى (1953–1954)                                       | رؤساء الجمهورية الأولى (1953–1954)                                       | رؤساء الجمهورية الأولى (1953–1954) | رؤساء الجمهورية الأولى (1953–1954) | رؤساء الجمهورية الأولى (1953–1954) | رؤساء الجمهورية الأولى (1953–1954) | رؤساء الجمهورية الأولى (1953–1954) |
| ----------------------------------- | ---------------------------------- | -------------------------------------------------- | ---------------------------------- | ------------------------------------------------------------------------ | ------------------------------------------------------------------------ | ---------------------------------- | ---------------------------------- | ---------------------------------- | ---------------------------------- | ---------------------------------- |
| 1                                   |                                    | محمد أمين ديدي (1910–1954)                         |                                    | 1 يناير 1953                                                             | 2 سبتمبر 1953                                                            | 244 يوماً                           | حزب الشعب التقدمي                  |                                    | إبراهيم محمد ديدي                  | 1                                  |
| 2                                   |                                    | إبراهيم محمد ديدي (1902–1981) رئيس بالنيابة        |                                    | 2 سبتمبر 1953                                                            | 7 مارس 1954                                                              | 186 يوماً                           | حزب الشعب التقدمي                  | شاغر                               | شاغر                               | —                                  |
| ألغي المنصب                         |                                    |                                                    |                                    |                                                                          |                                                                          |                                    |                                    |                                    |                                    |                                    |
| سلطان جزر المالديف (1954–1968)      |                                    |                                                    |                                    |                                                                          |                                                                          |                                    |                                    |                                    |                                    |                                    |
| —                                   |                                    | محمد فريد ديدي (1901–1969) السلطان (الملك من 1965) |                                    | 7 مارس 1954                                                              | 11 نوفمبر 1968                                                           | 14 سنة، 247 يوماً                   | [[]]                               | —                                  | —                                  | —                                  |
| أعيد المنصب                         |                                    |                                                    |                                    |                                                                          |                                                                          |                                    |                                    |                                    |                                    |                                    |
| رؤساء الجمهورية الثانية (1968–الآن) |                                    |                                                    |                                    |                                                                          |                                                                          |                                    |                                    |                                    |                                    |                                    |
| 3                                   |                                    | إبراهيم ناصر (1926–2008)                           |                                    | 11 نوفمبر 1968                                                           | 11 نوفمبر 1973                                                           | 10 سنة                             | مستقل                              | مُلغى                               | مُلغى                               | 2                                  |
| 3                                   | 11 نوفمبر 1973                     | إبراهيم ناصر (1926–2008)                           | 11 نوفمبر 1978                     | عبد الستار موسى ديدي، أحمد حلمي ديدي، إبراهيم شهاب، علي مانيكو، حسن زرير | عبد الستار موسى ديدي، أحمد حلمي ديدي، إبراهيم شهاب، علي مانيكو، حسن زرير | 10 سنة                             | مستقل                              | 3 ‏                                 |                                    |                                    |
| 4                                   |                                    | مأمون عبد القيوم (1937–)                           |                                    | 11 نوفمبر 1978                                                           | 11 نوفمبر 1983                                                           | 30 سنة                             | مستقل (حتى 21 فبراير 2005.)        | مُلغى                               | مُلغى                               | 4                                  |
| 4                                   | 11 نوفمبر 1983                     | مأمون عبد القيوم (1937–)                           | 11 نوفمبر 1988                     | 5 ‏                                                                       |                                                                          | 30 سنة                             | مستقل (حتى 21 فبراير 2005.)        | مُلغى                               | مُلغى                               |                                    |
| 4                                   | 11 نوفمبر 1988                     | مأمون عبد القيوم (1937–)                           | 11 نوفمبر 1993                     | 6 ‏                                                                       |                                                                          | 30 سنة                             | مستقل (حتى 21 فبراير 2005.)        | مُلغى                               | مُلغى                               |                                    |
| 4                                   | 11 نوفمبر 1993                     | مأمون عبد القيوم (1937–)                           | 11 نوفمبر 1998                     | 7 ‏                                                                       |                                                                          | 30 سنة                             | مستقل (حتى 21 فبراير 2005.)        | مُلغى                               | مُلغى                               |                                    |
| 4                                   | 11 نوفمبر 1998                     | مأمون عبد القيوم (1937–)                           | 11 نوفمبر 2003                     | 8 ‏                                                                       |                                                                          | 30 سنة                             | مستقل (حتى 21 فبراير 2005.)        | مُلغى                               | مُلغى                               |                                    |
| 4                                   | 11 نوفمبر 2003                     | مأمون عبد القيوم (1937–)                           | 11 نوفمبر 2008                     | حزب الشعب الديفهي                                                        | 9 ‏                                                                       | 30 سنة                             |                                    | مُلغى                               | مُلغى                               |                                    |
| 5                                   |                                    | محمد نشيد (1967–)                                  |                                    | 11 نوفمبر 2008                                                           | 7 فبراير 2012                                                            | 3 سنة، 87 يوماً                     | الحزب الديمقراطي المالديفي         |                                    | محمد وحيد حسن مانيك                | 10                                 |
| 6                                   |                                    | محمد وحيد حسن مانيك (1953–)                        |                                    | 7 فبراير 2012                                                            | 17 نوفمبر 2013                                                           | 1 سنة، 283 يوماً                    | حزب الوحدة الوطنية                 |                                    | محمد وحيد الدين                    | 10                                 |
| 7                                   |                                    | عبد الله يمين (1959–)                              |                                    | 17 نوفمبر 2013                                                           | 17 نوفمبر 2018                                                           | 5 سنة                              | حزب المالديف التقدمي               |                                    | محمد جميل أحمد                     | 11                                 |
| 7                                   | أحمد أديب                          | عبد الله يمين (1959–)                              |                                    | 17 نوفمبر 2013                                                           | 17 نوفمبر 2018                                                           | 5 سنة                              | حزب المالديف التقدمي               |                                    |                                    | 11                                 |
| 7                                   | عبد الله جهاد                      | عبد الله يمين (1959–)                              |                                    | 17 نوفمبر 2013                                                           | 17 نوفمبر 2018                                                           | 5 سنة                              | حزب المالديف التقدمي               |                                    |                                    | 11                                 |
| 8                                   |                                    | إبراهيم محمد صلح (1962–)                           |                                    | 17 نوفمبر 2018                                                           | 17 نوفمبر 2023                                                           | 5 سنوات                            | الحزب الديمقراطي المالديفي         |                                    | فيصل نسيم                          | 12                                 |
| 9                                   |                                    | محمد معز (1978–)                                   |                                    | 17 نوفمبر 2023                                                           | في المنصب                                                                | 1 سنة و253 أيام                    | المؤتمر الشعبي الوطني              |                                    | حسين محمد لطيف                     | 13                                 |